# Euphorbia olowaluana
Euphorbia olowaluana es una especie fanerógama perteneciente a la familia de las euforbiáceas. Es endémica de las islas Hawái.

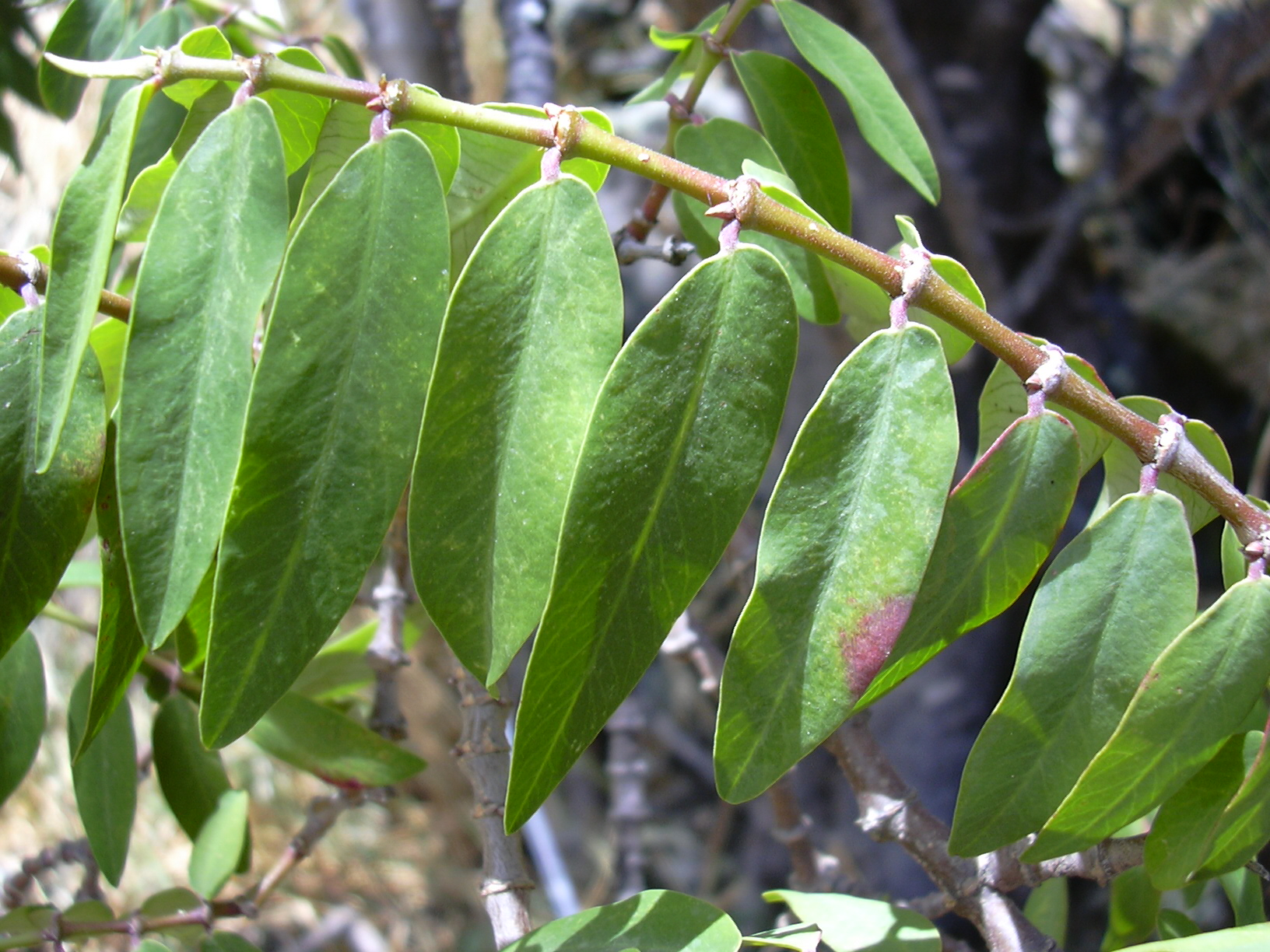
Hojas

## Descripción
Es una especie suculenta  arbustiva ramificada con ciatios terminales.

## Taxonomía
Euphorbia olowaluana fue descrita por Earl Edward Sherff y publicado en Botanical Gazette 97: 580. 1936.
Etimología
Euphorbia: nombre genérico que deriva del médico griego del rey Juba II de Mauritania (52 a 50 a. C. - 23), Euphorbus, en su honor – o en alusión a su gran vientre –  ya que usaba médicamente Euphorbia resinifera. En 1753 Carlos Linneo asignó el nombre a todo el género.
olowaluana: epíteto geográfico
Sinonimia
- Chamaesyce olowaluana (Sherff) Croizat & O.Deg. in O.Degener (1936).
- Euphorbia lorifolia var. gracilis Rock (1913).[3][4]